# Champagne, Charente-Maritime
Champagne är en kommun i departementet Charente-Maritime i regionen Nouvelle-Aquitaine i västra Frankrike. Kommunen ligger  i kantonen Saint-Agnant som ligger i arrondissementet Rochefort. År 2022 hade Champagne 637 invånare.

## Befolkningsutveckling
Antalet invånare i kommunen Champagne
Referens:INSEE